# Prince de Sulmona
Le titre de prince de Sulmona (« principe di Sulmona » en italien, parfois francisé en prince de Sulmone) est un titre de noblesse italien détenu par la famille Borghese. Le titre tire son nom de Sulmona, une ville située dans les Abruzzes.

## Historique
Le titre est créé, une première fois, en 1526, sous le règne de Charles Quint comme roi de Naples, au profit de Charles de Lannoy, seigneur de Senzeille, en reconnaissance de son travail accompli comme vice-roi de Naples.
Grâce en grande partie à l'appui du pape Paul V, le titre fut recréé, pour son neveu Marcantonio Borghese, par Philippe III d'Espagne le 14 janvier 1610.

Armes des Lannoy : D'argent à trois lions de sinople, armés et lampassés de gueules, couronnés d'or.
Armes des Borghese : D'azur, à un dragon ailé d'or (Borghesi), au chef du même, chargé d'une aigle de sable, becquée, membrée et couronnée du second (Saint-Empire)[2].

## Liste des princes de Sulmona

### Famille de Lannoy
- Charles de Lannoy (1482-1527), 1er prince de Sulmona et Ortonamare, vice-roi de Naples[3].
- Charles II de Lannoy (1514-1553), 2e prince de Sulmona et Ortonamare[3], fils du précédent.
- Charles III de Lannoy (1537-1568), 3e prince de Sulmona et Ortonamare[3], fils du précédent.
- Horace de Lannoy († 1597), 4e prince de Sulmona[3], frère du précédent.
- Philippe de Lannoy († 1600), 5e prince de Sulmona, fils du précédent.
- Philippe II de Lannoy († 1604), 6e prince de Sulmona, fils du précédent.

### Famille Borghese
| Rang | Portrait | Nom                                                         | Règne       | Notes                                                                             |
| ---- | -------- | ----------------------------------------------------------- | ----------- | --------------------------------------------------------------------------------- |
| 1    |          | Marcantonio II Borghese (3 juillet 1598 – 19 janvier 1658)  | 1620 - 1658 | Fils Giovanni Battista Borghese et de Virginia Lante.                             |
| 2    |          | Giovanni Battista Borghese, (14 octobre 1639 – 8 mai 1717)  | 1658 - 1717 | Fils de Paolo Borghese et d'Olimpia Aldobrandini et petit-fils de Marcantonio II. |
| 3    |          | Marcantonio III Borghese, (20 mai 1660 – 22 mai 1729)       | 1717 - 1729 | Fils du précédent.                                                                |
| 4    |          | Camillo Ier Borghese, (7 avril 1693 – 16 septembre 1763)    | 1729 - 1763 | Fils du précédent.                                                                |
| 5    |          | Marcantonio IV Borghese, (14 septembre 1730 – 18 mars 1800) | 1763 - 1800 | Fils du précédent.                                                                |
| 6    |          | Camillo II Borghese, (19 juillet 1775 – 10 avril 1832)      | 1800 - 1832 | Fils cadet du précédent.                                                          |
| 7    |          | Francesco Borghese, (9 juin 1776 – 29 mai 1839)             | 1832 - 1839 | Frère cadet du précédent.                                                         |
| 8    |          | Marcantonio V Borghese, (23 février 1814 – 5 octobre 1886)  | 1839 - 1886 | Fils du précédent.                                                                |
| 9    |          | Paolo Borghese (13 septembre 1845 – 18 novembre 1920)       | 1886 - 1920 | Fils du précédent.                                                                |
| 10   |          | Scipione Borghese (11 février 1871 – 15 mars 1927)          | 1920 - 1927 | Fils du précédent.                                                                |
| 11   |          | Livio Borghese (13 août 1874 – 29 novembre 1939)            | 1927 - 1939 | Frère cadet du précédent.                                                         |
| 12   |          | Flavio Borghese (2 mai 1902 – 28 mars 1980)                 | 1939 - 1980 | Fils aîné du précédent.                                                           |
| 13   |          | Camillo III Borghese (30 octobre 1927 – 22 décembre 2011)   | 1980 - 2011 | Fils du précédent.                                                                |
| 14   |          | Scipione II Borghese (19 novembre 1970)                     | Depuis 2011 | Fils du précédent.                                                                |

## Sources
- (en)/(de) Cet article est partiellement ou en totalité issu des articles intitulés en anglais « Prince of Sulmona » (voir la liste des auteurs) et en allemand « Fürst von Sulmona » (voir la liste des auteurs).